# Bitwa pod Vesontio (58 p.n.e.)
Bitwa pod Vesontio – starcie zbrojne, które miało miejsce w roku 58 p.n.e.
W roku 58 p.n.e. po pokonaniu Helwetów, kolejnym przeciwnikiem Cezara stali się Germanie, którzy zajęli ziemie Sekwanów. Zagrożeni Galowie poprosili wówczas Cezara o pomoc w walce z wodzem Germanów Ariowistem. Doszło do rozmów pokojowych, lecz obie strony wykorzystywały czas rokowań na zebranie swoich wojsk. Ariowist dysponował siłami 120 000 wojowników w tym 6 000 jazdy, po stronie Cezara było 20 000 piechoty rzymskiej 20 000 galijskiej i 5 000 jazdy. Obóz Germanów znajdował się w odległości kilku km od obozu rzymskiego w pobliżu Wesoncjo. Przez 5 dni Rzymianie oczekiwali ataku Ariowista, ten jednak nie nastąpił. Szóstego dnia Cezar nakazał usypanie nowych fortyfikacji na tyłach armii germańskiej. Jako że przeciwnik nadal nie atakował, Cezar dał sygnał do odwrotu, co sprowokowało Germanów do ataku na drugi obóz. Walki trwały do wieczora, nie przynosząc sukcesu żadnej ze stron. Siódmego dnia Cezar ustawił wojsko w podwójnym szyku przed obozem. Naprzeciwko Rzymian i Galów, Germanie ustawili całe swoje wojsko składające się z plemion Harudów, Markomanów, Tryboków, Wangionów, Nemetów, Sedusjów oraz Swebów, otaczając je lekkimi i ciężkimi wozami.
Bitwę rozpoczęło prawe skrzydło rzymskie, które po ciężkiej walce rozbiło lewą flankę przeciwnika. Równocześnie lewe skrzydło Rzymian cofnęło się przed atakiem sił germańskich, jednak dzięki wsparciu odwodów galijskich natarcie to zostało powstrzymane. Widząc klęskę swojego lewego skrzydła, Germanie znajdujący się w centrum cofnęli się po czym rozpoczęli odwrót w kierunku Renu. Ariowistowi udało się uciec, w pościgu jednak zabito jego dwie żony i córkę. Pościg kontynuowali także Galowie, którzy wyłapali wielu jeńców. Z armii Germanów, jedynie niewielka liczba powróciła za Ren.